# رسة الملح (شناص)
رسة الملح منطقة سكنية تقع في ولاية شناص، التابعة لمحافظة شمال الباطنة في سلطنة عمان. يقدر عدد سكانها بـ 197 نسمة حسب إحصاء عام 2010 التابع للمركز الوطني للإحصاء والمعلومات الحكومي. رمز المنطقة هو 60230123.

## الوصلات الخارجية
- المركز الوطني للإحصاء والمعلومات، سلطنة عمان